# ピストル大名の冒険
『ピストル大名の冒険』（ピストルだいみょうのぼうけん）は、1990年にナムコから発売されたアーケード用横スクロールシューティングゲームである。ナムコのシステム基板「SYSTEM I」の第19弾作品。 
同社のコミカルアクションゲーム『超絶倫人ベラボーマン』（1988年）に登場したボスキャラクター、ピストル大名を主人公に据えたスピンオフ作品。本作ではかやくご藩の城主「火縄丸」として修業の旅に出るという設定になっている。
携帯電話アプリゲームとして2007年にYahoo!ケータイ、2008年にEZアプリにおいて配信された。2022年にはアーケードアーカイブスの1作品としてPlayStation 4版とNintendo Switch版が配信された。また、パチンコ『CRフィーバーピストル大名』が1997年にSANKYOから発売された。パチンコ版は1998年に『SANKYO FEVER 実機シミュレーションS vol.2』（TEN研究所）でコンシューマー（セガサターン）にも移植された。

## ゲーム内容
ピストル大名は『ベラボーマン』では悪役だったが、本作では正義に燃える「かやくご藩」の城主、火縄丸として登場している。大名家では12歳になると元服の儀式として3つの過酷な修行を終えねばならず、火縄丸も藩の当主としてその旅へと向かうこととなる。
5つ用意された修行（ステージ、○○の巻）を各クリア毎に別の修業を選び、3つの修業をクリアすることで最終ステージである悪の農民組織「ゴンスケ団の巻」へと向かう。選べるステージはチュートリアルを兼ねる「旅立ちの巻」（選ばずに他のステージを選択してクリアすると5万点のボーナス）、順に高難易度となる修行面「悪ガッパの巻」「しゅりけん団の巻」「あやかしの巻」「おどろ教の巻」「黒船来たるの巻」。各ステージは4つのエリア（その壱から四）で構成されている。
武器は元服の証として頭につけられたピストル（大砲）。ショットボタンを押したままで溜めることができ、度合いによって中玉、大玉と威力や大きさの違う気合玉（花火弾）を発射する。通常弾は直線で飛ぶが、気合玉は放物線を描き、地面でバウンドするという特殊な軌道を描く。移動も「両足に挟んだ扇子をはためかせて空を飛ぶ」という特性のため、レバーを入力せずに放置すると徐々に下降していくという独特の挙動をする（地面に触れてもミスにはならない）。
道中では青いつぼと黄色いつぼが出現し、これを割るとアイテムが出現。青いつぼからは花札、黄色いつぼからは連射力アップが出る。
花札は複数の種類があり、画面右上に取得した分が表示される。3つそろえるとさらにアイテムを出すくすだまが出現する。いわふるカス札ではナス玉が、青たんからはタカ玉が出現し、「スピードアップ、木のヨロイ（被弾1回まで無効化、再度取得すると鉄のヨロイに変化）、はずれ」のいずれかが出現する（ナス玉ははずれ多め）。20点フダ（光札）は富士玉が出現し、鉄のヨロイ（被弾2回まで無効化）が出現する。
ステージの道中は強制スクロールで、ボス戦ではスクロールが停止する。スクロールが停止している間は画面に表示されない制限時間があり、タイムオーバーになると頭上から巨大な「裸足」に踏みつけられて強制的に1ミスとなる。
標準設定では、プレイヤーは3つの残機を持っており、敵や敵の攻撃に触れると、1ミスとなり残機を失う。すべての残機が無くなるか、最終ステージをクリアしてエンディングを迎えるとゲームオーバー。1周エンド。
ミスでのゲームオーバーによるコンティニューの回数制限はないが、最終ステージの「ゴンスケ団の巻」はコンティニューが不可。
エンディングは獲得スコアに応じて2種類に分岐する。

## 移植版
| No. | タイトル           | 発売日        | 対応機種                      | 開発元   | 発売元     | メディア                              | 備考 |
| --- | ------------------ | ------------- | ----------------------------- | -------- | ---------- | ------------------------------------- | --- |
| 1   | ピストル大名の冒険 | 2007年4月2日  | Yahoo!ケータイ                | バンナム | バンナム   | ダウンロード (ナムコ・ゲームス)       | |
| 2   | ピストル大名の冒険 | 2008年5月29日 | EZアプリ                      | バンナム | バンナム   | ダウンロード (ナムコEZゲームス)       | |
| 3   | ピストル大名の冒険 | 2022年1月27日 | PlayStation 4 Nintendo Switch | ナムコ   | ハムスター | ダウンロード (アーケードアーカイブス) | アーケード版の移植 ボタン設定で溜め撃ちによる中玉連射（中玉連射A(安定重視)、中玉連射B(最速入力)）を設定可能 |

## 音楽
エンディング曲
このゲームのエンディング曲には歌詞が付いており、エンディング時に歌詞が流れていたが、サウンドトラック化にあたり「火縄丸数え唄」としてアレンジされ、歌詞も新たに付けられた。「火縄丸数え唄」は、1991年5月1日にビクター音楽産業から販売された『ビデオ・ゲーム・グラフィティVol.7』に収録。編曲は米光亮、歌い手は山本正之。

## スタッフ
- おはなし:たっきい
- からくり:かず
- おはやし:おたか、めがてん(細江慎治)、かちょう(桜井誠一)、えっちゃん(高柳佳恵)
- えのおじさん:てんこもりやん
- らくがき:はじめ、しまりすこ、しまりすお、つっちい
- おやびん:わんわん
- しんこう:りきしまん
- どーも ありがと:でびる、きょんた、たろちょ、てらちゃん、そのた おおぜい の みなさん